# Dlaň (jednotka)
Dlaň je stará česká délková jednotka o přibližné velikosti 8 centimetrů, vyjadřuje přibližnou šířku lidské dlaně (bez palce). V písemných pramenech je zmiňována již od doby krále Přemysla Otakara II. Hájkova kronika uvádí její velikost jako čtyři prsty bez palce (tedy anatomicky vlastně zcela správně).

## Alternativní hodnoty
- 1 dlaň = 4 prsty = 7,885 cm = 4/30 lokte
- 1 dlaň = 7,968 cm

## Dlaň v jiných zemích
- palm - Dánsko, Holandsko, Lotyšsko, Anglie
- palme - Francie
- palmo - Itálie, Portugalsko, Španělsko
- palmus - v latině resp. ve starověkém Římě